# Oceans of Time
Oceans of Time sedmi je studijski album njemačkog heavy metal gitarista Axela Rudija Pella. Diskografska kuća Steamhammer objavila ga je 21. kolovoza 1998. Prvi je album Pella na kojem se pojavio pjevač Johnny Gioeli i klavijaturist Ferdy Doernberg i posljednji na kojem je bubnjeve svirao Jörg Michael.

## Popis pjesama
Tekstovi i glazba: Axel Rudi Pell. 
| 1.    | »Slaves of the Twilight« (instrumentalna skladba)                           | 1:50  |
| 2.    | »Pay the Price«                                                             | 6:17  |
| 3.    | »Carousel«                                                                  | 8:01  |
| 4.    | »Ashes from the Oath«                                                       | 9:36  |
| 5.    | »Ride the Rainbow«                                                          | 4:55  |
| 6.    | »The Gates of the Seven Seals«                                              | 10:37 |
| 7.    | »Oceans of Time«                                                            | 7:47  |
| 8.    | »Prelude to the Moon (Opus #3, Menuetto prelugio)« (instrumentalna skladba) | 5:04  |
| 9.    | »Living on the Wildside«                                                    | 4:53  |
| 10.   | »Holy Creatures«                                                            | 6:34  |
| 65:34 |                                                                             |       |

## Zasluge
Axel Rudi Pell
- Axel Rudi Pell – gitara, produkcija
- Johnny Gioeli – vokal
- Ferdy Doernberg – klavijature
- Volker Krawczak – bas-gitara
- Jörg Michael – bubnjevi

Ostalo osoblje
- Ulli Pösselt – produkcija, inženjer zvuka, miks
- Ulf Horbelt – mastering
- Marc Klinnert – naslovnica albuma
- Volker Beushausen – fotografije